# Hikari Takagiová
Hikari Takagiová (japonsky 高木 ひかり, * 21. května 1993 Mišima) je japonská fotbalistka.

## Reprezentační kariéra
Za japonskou reprezentaci v letech 2016 až 2018 odehrála 19 reprezentačních utkání. Byla členkou japonské reprezentace i na Mistrovství Asie ve fotbale žen 2018.

## Statistiky
| Japonsko | Japonsko | Japonsko |
| Roky     | Záp.     | Góly     |
| -------- | -------- | -------- |
| 2016     | 1        | 0        |
| 2017     | 12       | 0        |
| 2018     | 6        | 1        |
| Celkem   | 19       | 1        |

## Úspěchy

### Reprezentační
- Mistrovství Asie:  2018
- Mistrovství světa do 20 let:  2012
- Mistrovství světa do 17 let:  2010